# Keleti platán
A keleti platán (Platanus orientalis) a próteavirágúak (Proteales) rendjébe, ezen belül a platánfélék (Platanaceae) családjába tartozó faj.
A Platanus növénynemzetség típusfaja.

## Származása, előfordulása
Olaszországtól egészen Iránig őshonos. Egyes források szerint eredetileg az Ibériai-félszigettől a Himalájáig volt megtalálható, de mivel nagyon régóta ültetik, eredeti elterjedését nehéz meghatározni.

## Megjelenése, felépítése
Nagy, lombhullató faj, mely 30 méteresre vagy ennél magasabbra is megnőhet. Koronája hatalmasra kiszélesedik. Az ujjas levelei juharszerűek. Kérge általában hámló és sima, de vannak olyan példányok is, melyeknek a kérge vastag és durva tapintású. Virágai és termései 2-6 darabból álló fürtöket alkotnak. A termést tüskék védik. A magoknak „ejtőernyőjük” van.
A szabad természetben megjelenése igen változatos; ehhez hozzájárul kereszteződése más platánfajokkal; a leggyakoribb hibrid tudományos neve: Platanus × hispanica. A közönséges platán a keleti platán és az Észak-Amerikából származó nyugati platán (Platanus occidentialis) hibridje.

## Életmódja, termőhelye
Természetes élőhelye a folyók környéke, ahol területét az éger- (Alnus), a fűz- (Salix) és a nyárfa (Populus) fajokkal osztja meg. A vizektől távolabb, a szárazabb talajokon is megél. Hosszú életű; a legöregebb példányok Kosz szigetén és a Boszporusz közelében körülbelül kétezer évesek. A mérsékelt övben érzi jól magát; a meleg nyári napokat kedveli.

## Felhasználása
Mivel levelei szélesek és lombkoronája hatalmasra is megnő, igen kedvelt a parkokban, ahol árnyékot tart. Fájából bútort gyártanak.

## Képek

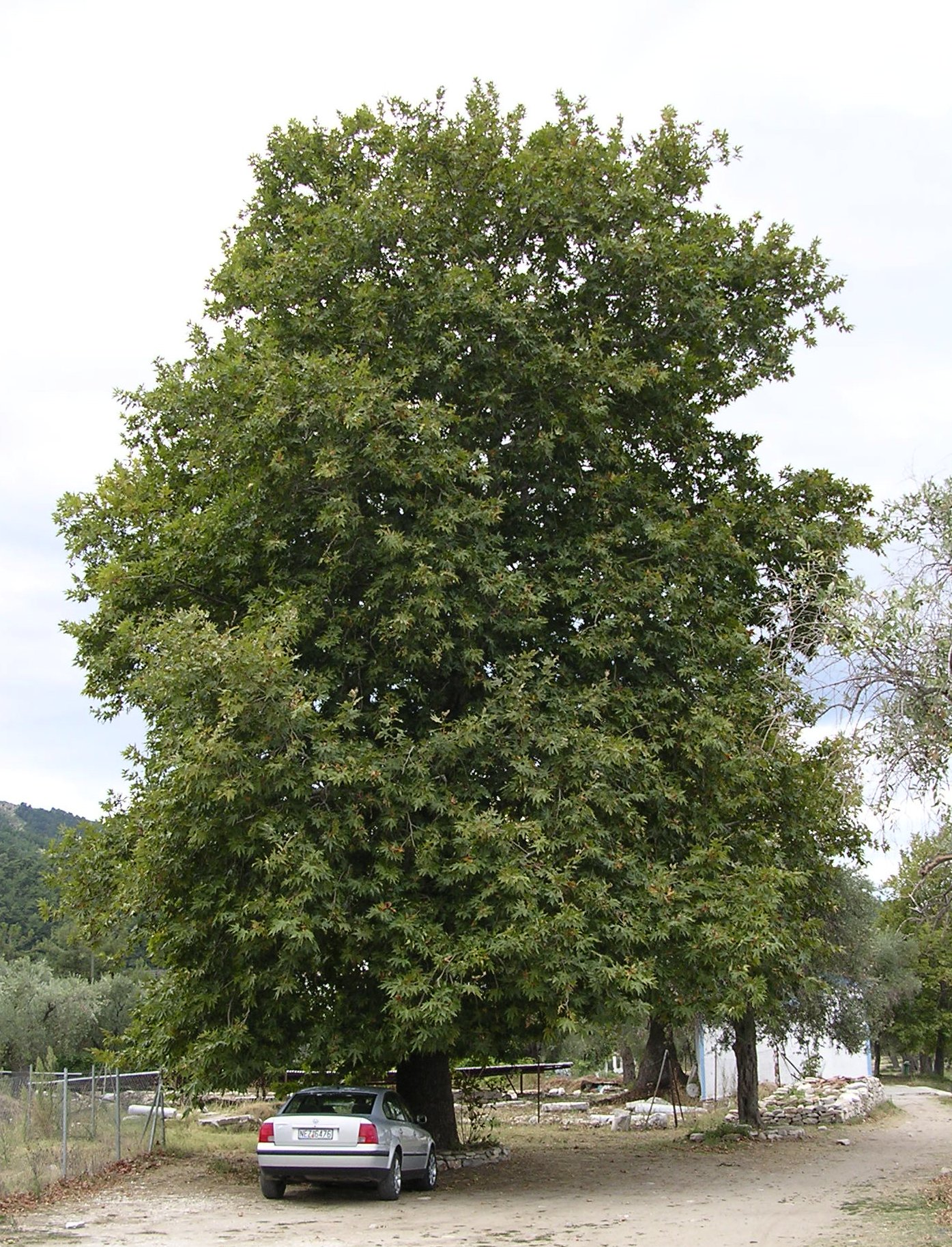
A fa
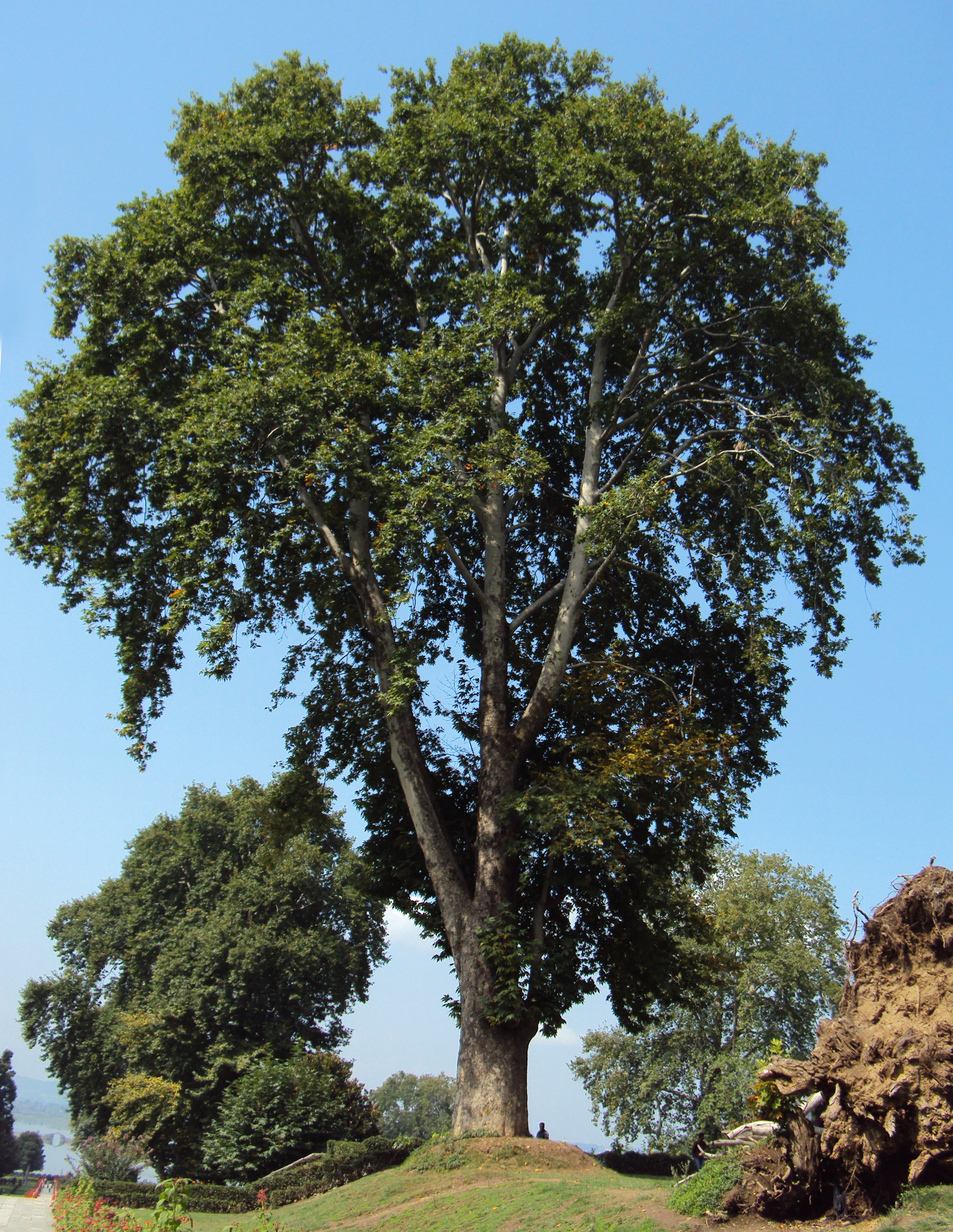
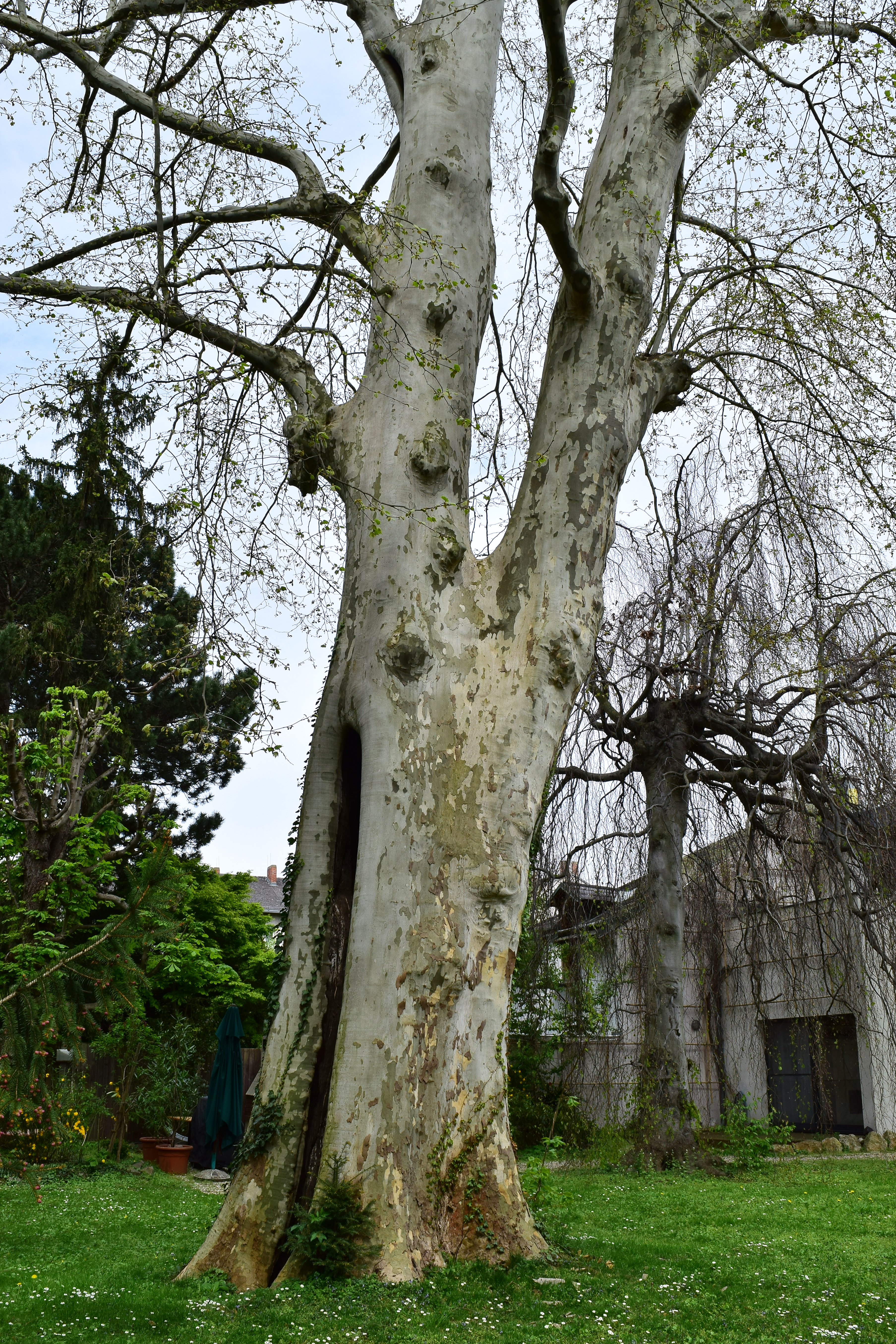
Sima hámló és
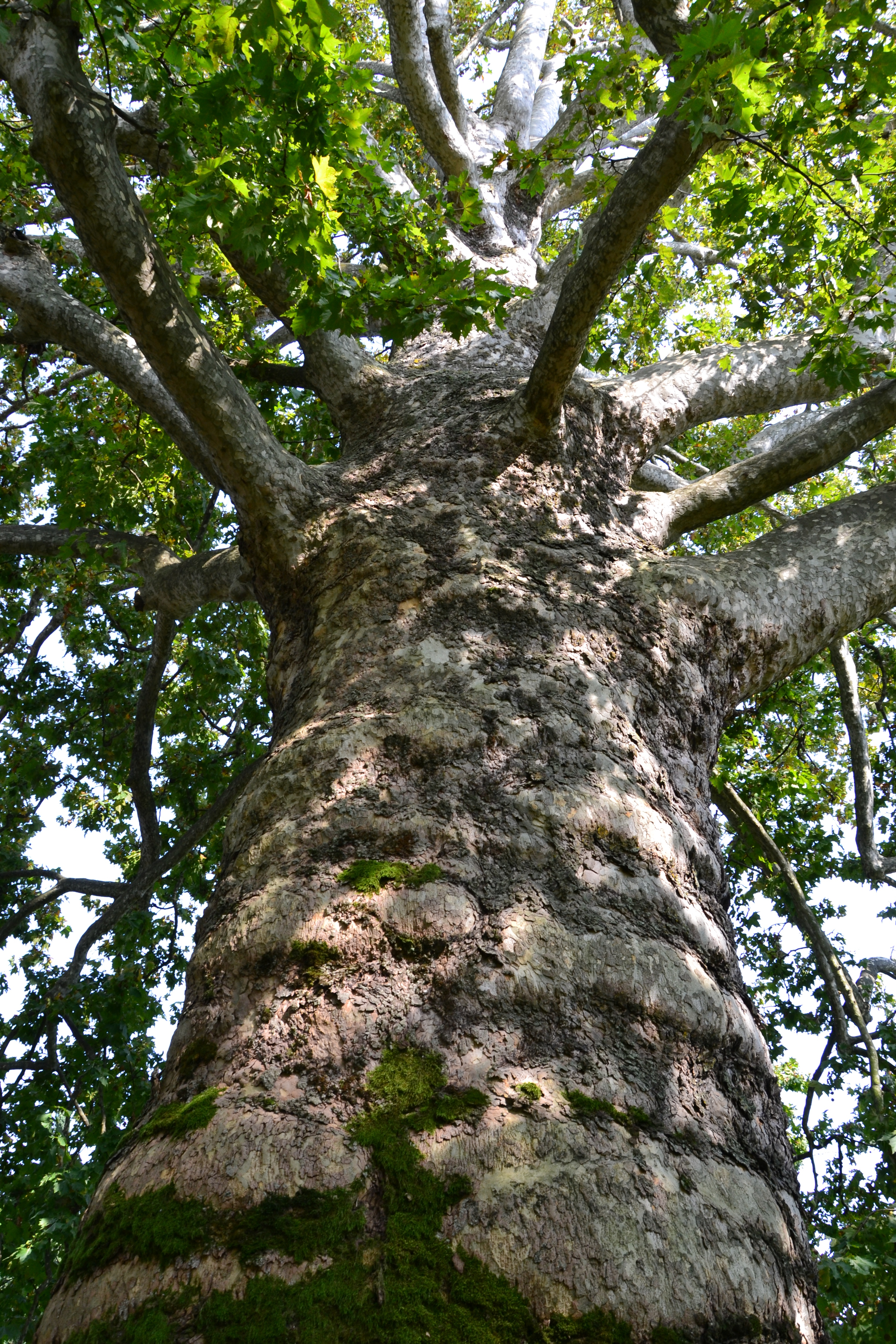
a durva kérge
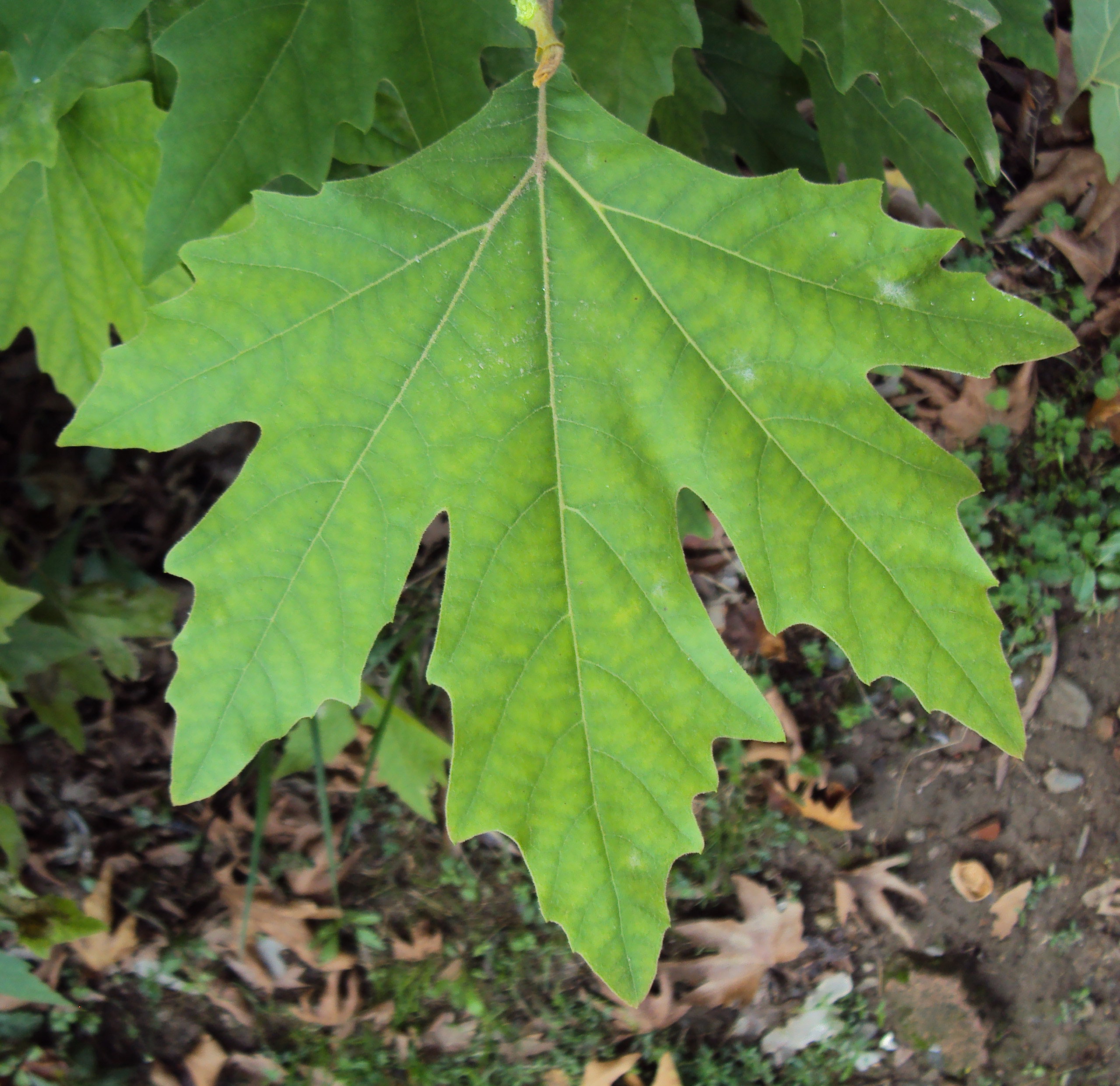
Levele és
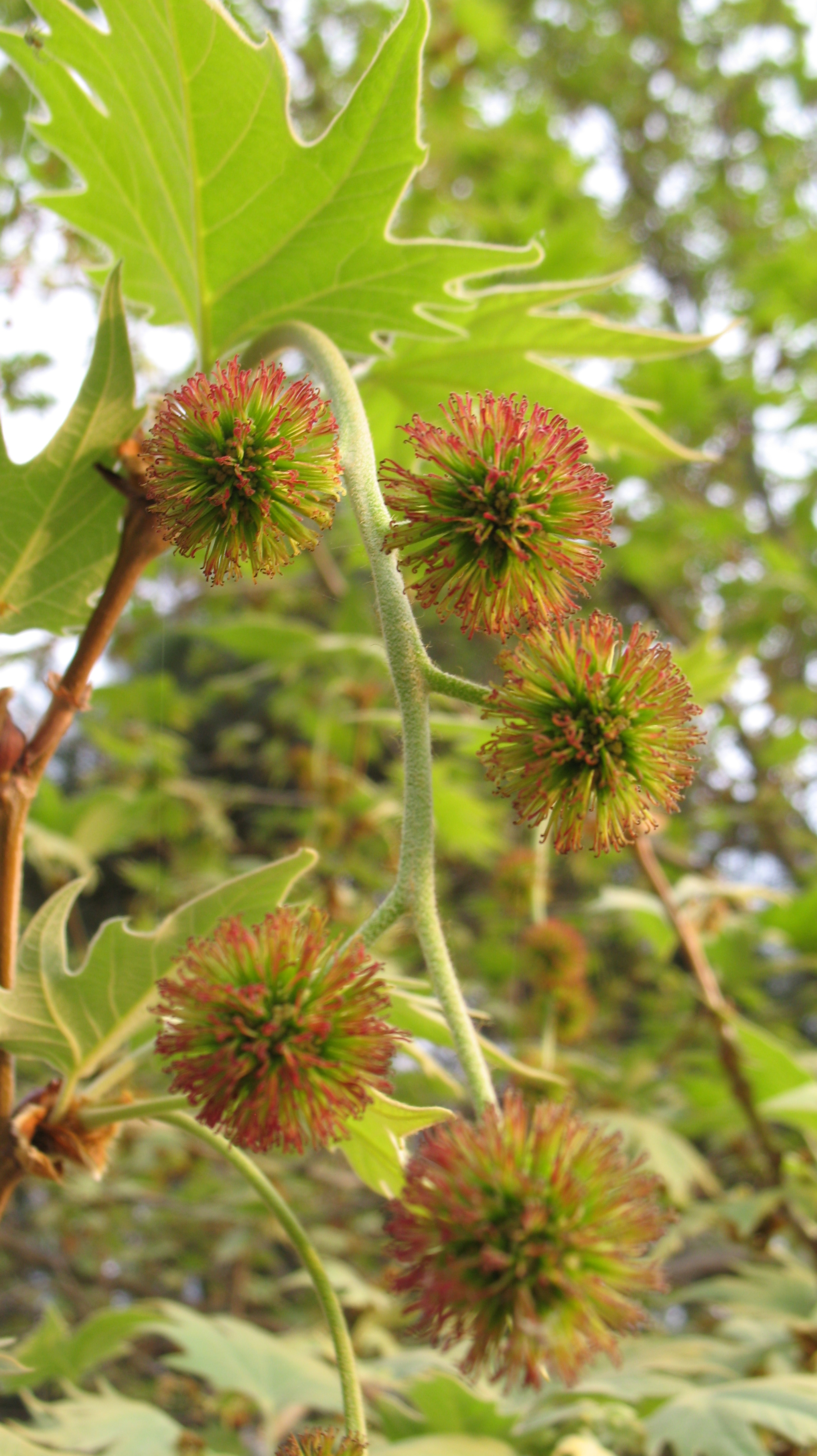
virágai
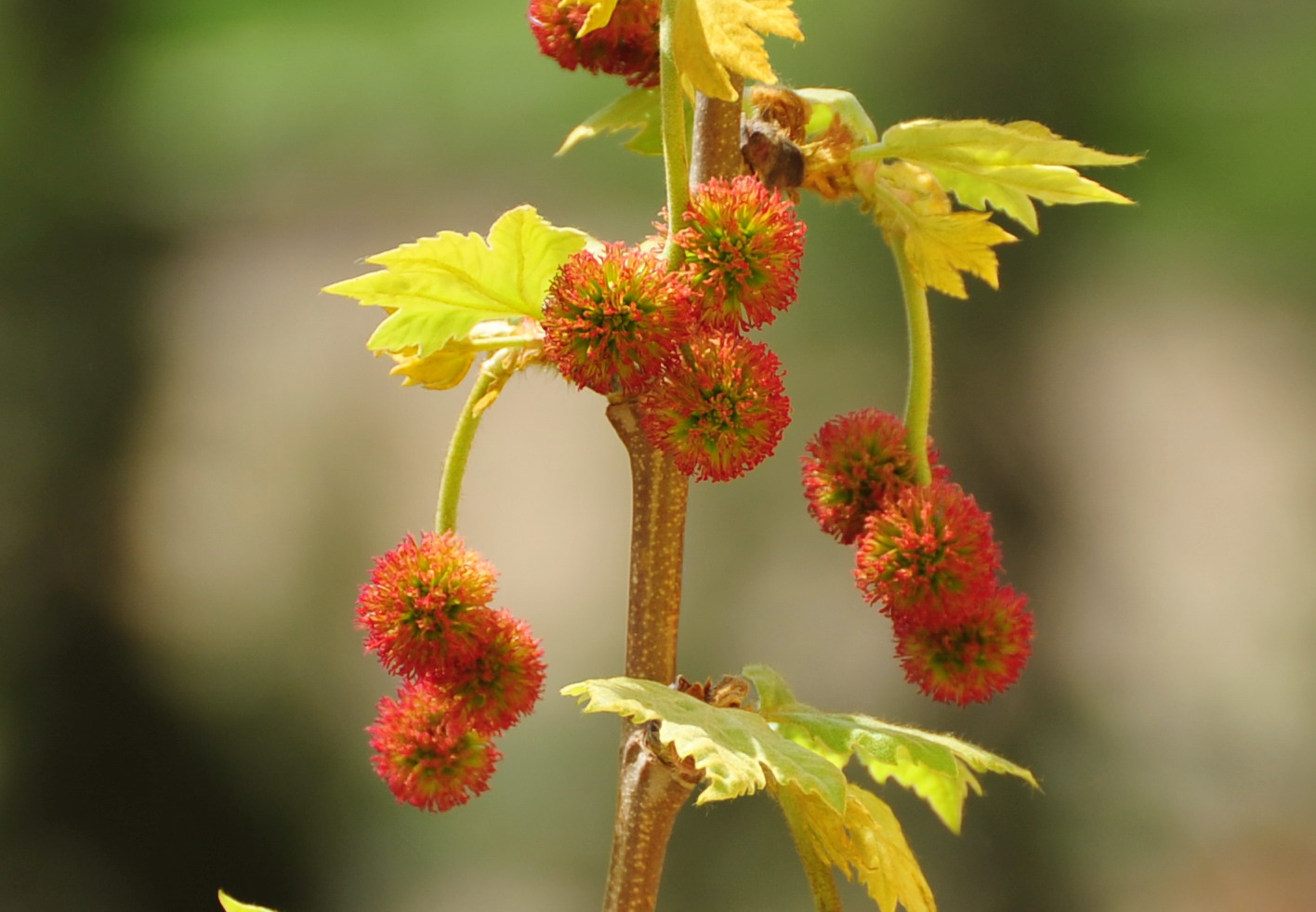
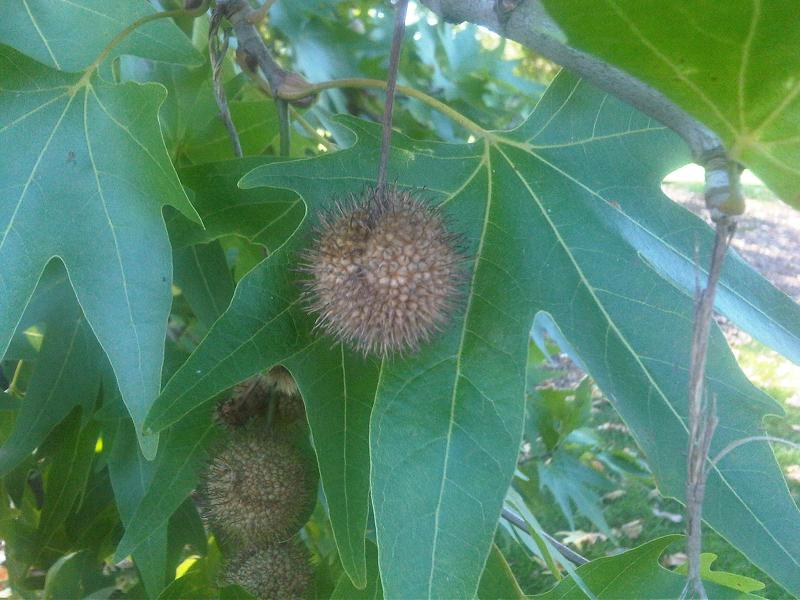
Termései és levelei
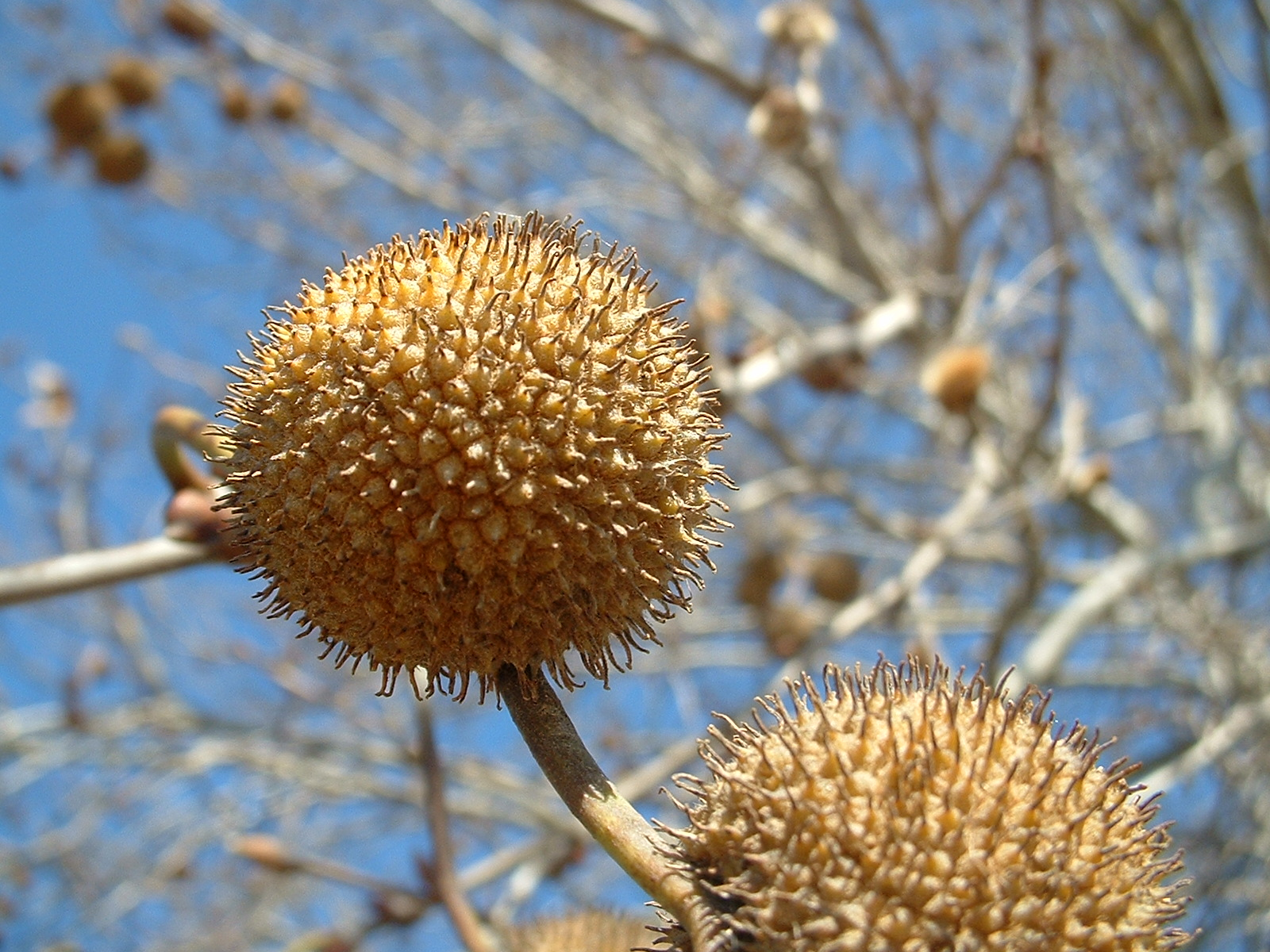
Termései és
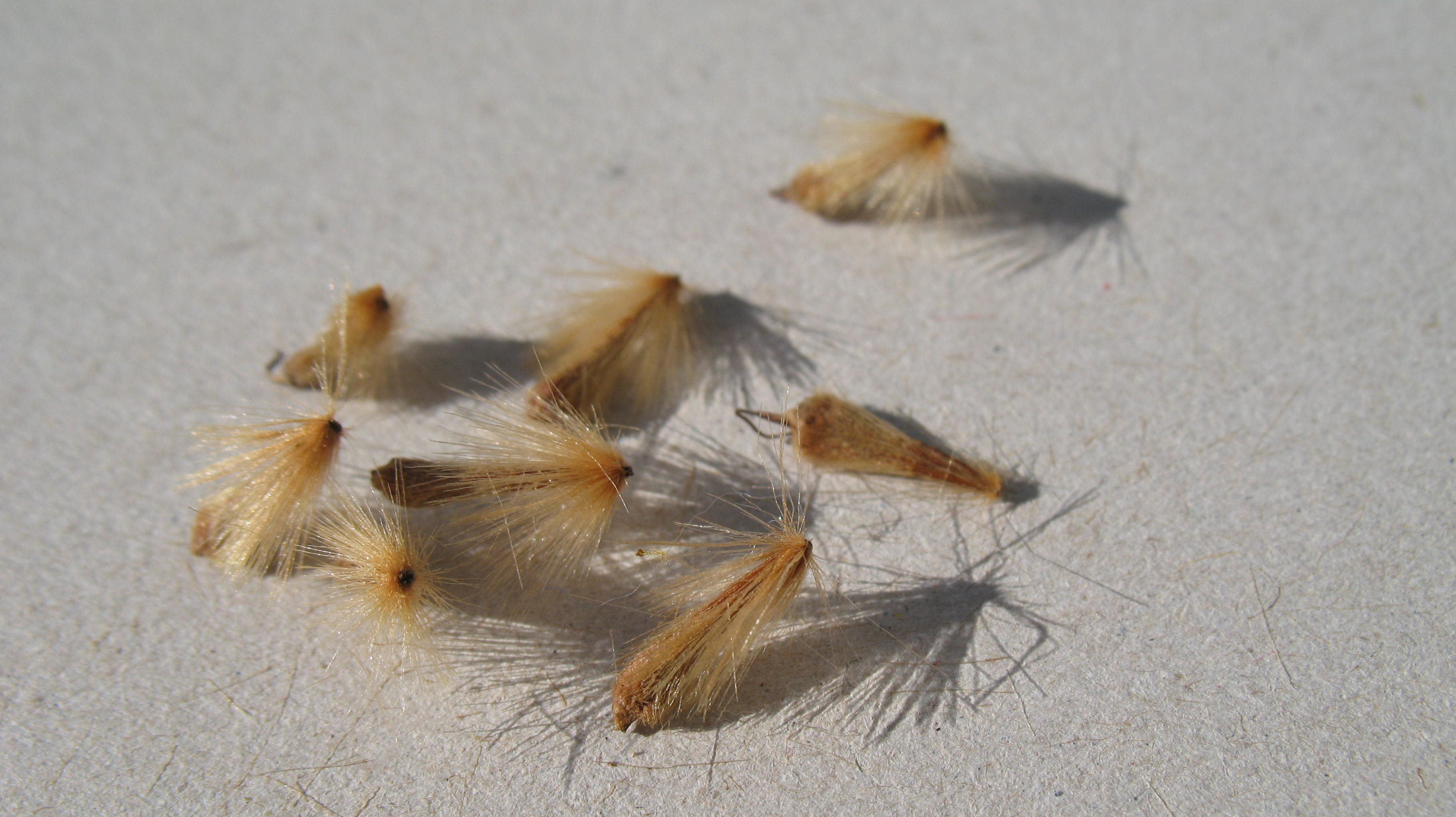
magvai

## Fordítás
- Ez a szócikk részben vagy egészben  a   Platanus orientalis című angol Wikipédia-szócikk ezen változatának fordításán alapul.  Az eredeti cikk szerkesztőit annak laptörténete sorolja fel. Ez a jelzés csupán a megfogalmazás eredetét és a szerzői jogokat jelzi, nem szolgál a cikkben szereplő információk forrásmegjelöléseként.